# Ermita de Sant Joan (Montserrat)
L'Ermita de Sant Joan és a la part alta de la regió de Tebes, al peu de la Miranda de Santa Magdalena, Montserrat, concretament.

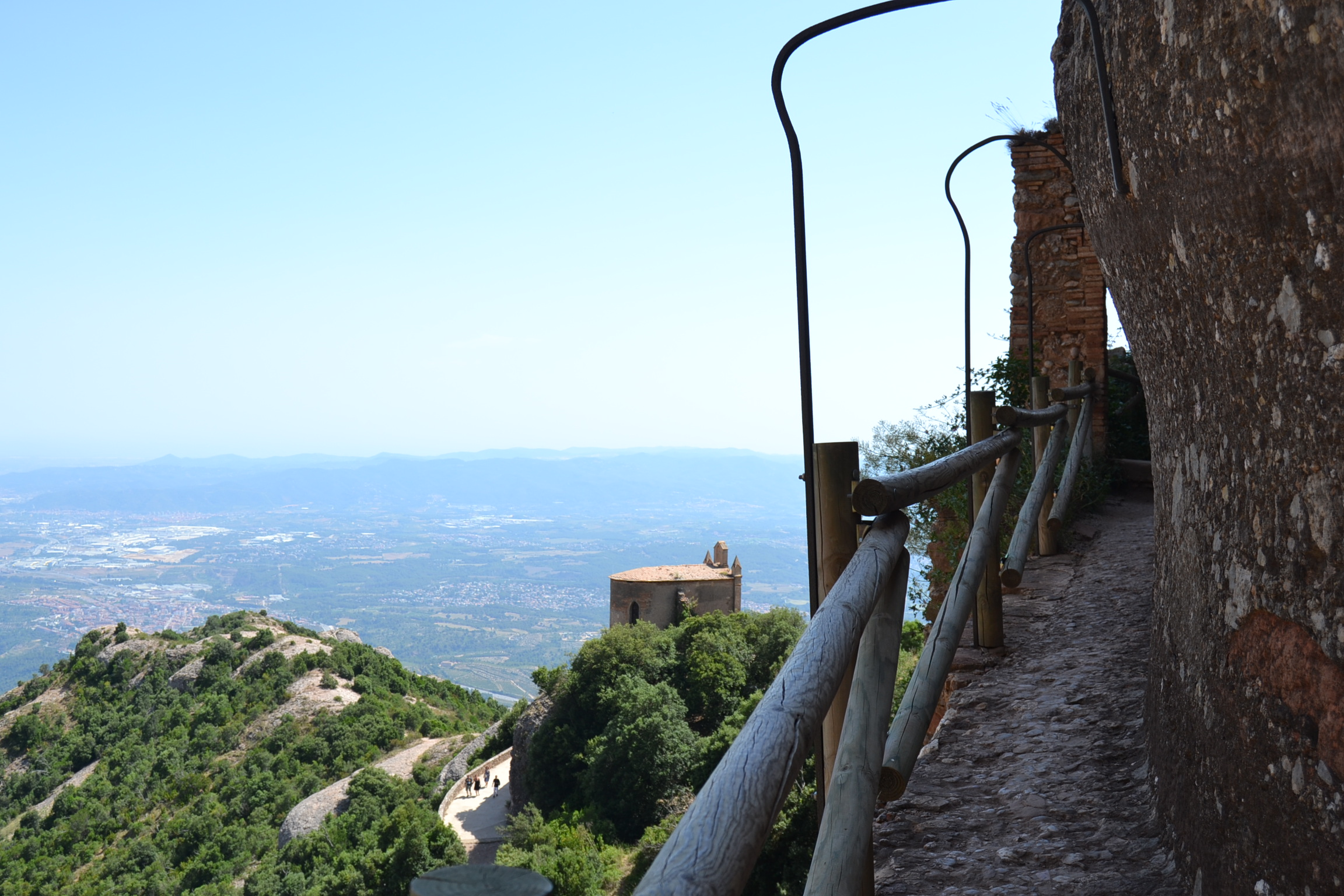

Juntament amb la Santa Cova, és l'ermita de muntanya més accessible de Montserrat. Està ben comunicada amb el monestir gràcies al Funicular de Sant Joan i al Camí de les Ermites, que disposa de trams amples i ben pavimentats. L'ermita original, coneguda amb el nom de Sant Joan Baptista, va ésser construïda aprofitant una balma. Durant molts anys fou la residència dels abats del monestir, però malauradament la Guerra del Francès (mitjançant l'exèrcit del mariscal Suchet, el 1811) en suposà la destrucció. Malgrat això, les seues ruïnes estan ben conservades i encara se'n poden apreciar els murs, terrasses i cisternes. La majoria d'ermites disposaven de dormitori, sala d'estudi, cuina, oratori i hort. Al segle xix es bastí la nova ermita de Sant Joan en un replà proper a l'emplaçament original. És una construcció allunyada de les roques que té les seues pròpies parets, una teulada i un petit campanar. És un lloc ideal per a copsar el contrast entre l'austeritat de les antigues ermites i la solidesa de les construccions més recents. Ja al segle xx, amb l'èxit del funicular, l'indret visqué encara noves transformacions. Es construí un mirador amb vistes esplèndides sobre el vessant sud de Montserrat i un restaurant que posteriorment fou abandonat. A la regió hi ha altres ermites històriques d'interès, com les de Sant Onofre, Sant Jaume i Santa Magdalena. Antigament, les ermites de Sant Joan Baptista i Sant Onofre van estar unides per una passarel·la, ja que només hi ha 30 pams de distància entre totes dues.